# Edmond Fischer
Pour les articles homonymes, voir Fischer.
Edmond Henri Fischer, né le 6 avril 1920 à Shanghai et mort à Seattle le 27 août 2021, est un biochimiste suisse naturalisé américain. 

## Biographie
Edmond Fischer fait ses études de chimie en Suisse à l'université de Genève, avec une spécialité en biochimie des polysaccharides et de leurs enzymes de synthèse et de dégradation. Il part ensuite aux États-Unis en 1950, à l'Université de Washington à Seattle où il obtient un poste d'associé auprès d'Edwin Krebs.
En 1992, il reçoit le prix Nobel de physiologie ou médecine avec Krebs pour leurs travaux sur les mécanismes de phosphorylation réversible des protéines.